# Libythea laius
Libythea laius är en fjärilsart som beskrevs av Henry Trimen 1879. Libythea laius ingår i släktet Libythea och familjen praktfjärilar. Inga underarter finns listade i Catalogue of Life.